# Sideritis cystosiphon
Sideritis cystosiphon là một loài thực vật có hoa trong họ Hoa môi. Loài này được Svent. miêu tả khoa học đầu tiên năm 1969.